# Музей Унтерлинден
Музей Унтерлинден (нем. Musée d’Unterlinden, фр. Musée Unterlinden — «Музей под липами») — художественный музей в эльзасском городе Кольмар во Франции. Музей хранит значительную коллекцию произведений сакрального искусства от Средних веков до эпохи Возрождения. Расположен в бывшем доминиканском монастыре XIII века, секуляризированном во время Великой Французской революции. Особенно знаменит благодаря шедевру искусства эпохи Северного Возрождения Изенгеймскому алтарю мастера Маттиаса Грюневальда.
Музей Унтерлинден классифицируется как музей Франции. Ежегодно его посещают около 200 000 человек, что делает его наиболее посещаемым художественным музеем Эльзаса.

## История

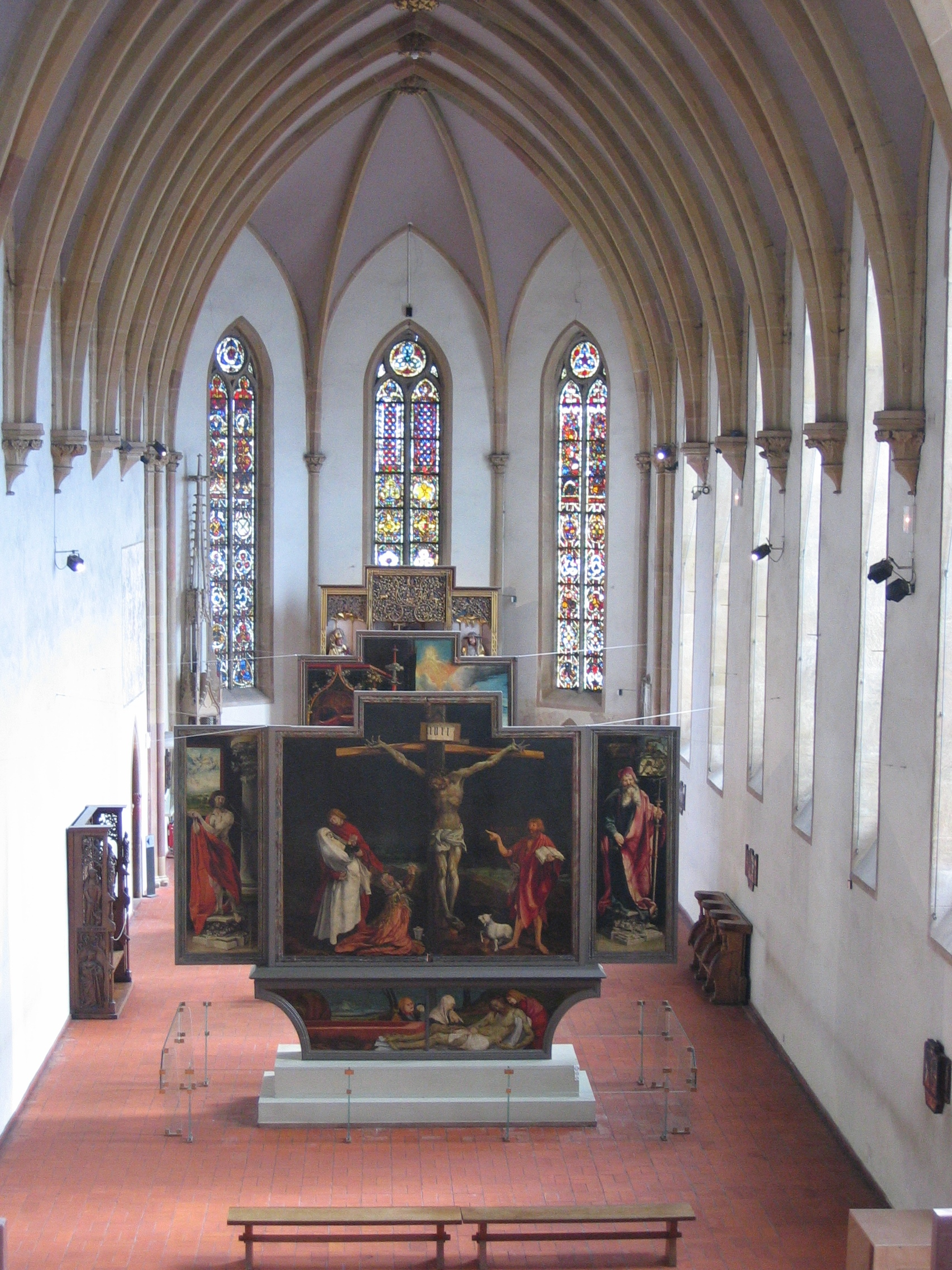
Изенгеймский алтарь в раскрытом виде. Музей Унтерлинден, Кольмар

Монастырь был основан 1232 году вместе с улицей «Под липами», отсюда название. В 1245 году монастырь был включен в состав Доминиканского ордена. В XIII веке был построен обширный монастырский комплекс. Церковь, строительство которой было начато в 1252 году и освящена в 1269 году Альбертом Великим, также стала образцом для других монастырей. В 1289 году строительство монастыря было завершено.
Доминиканский монастырь Унтерлинден в Кольмаре был закрыт в первый год Французской революции, а церковное имущество было национализировано. Жители города оказали этому сопротивление. Они взяли на себя обязательство по сохранению зданий и произведений искусства и перевезли движимые культурные ценности на хранение в помещение Национального коллегиума (ныне Лицей Бартольди).
Здания монастыря окончательно перешли в собственность города в 1792 году и вначале использовались под казармы. В течение XIX века южный придел церкви и почти все монастырские постройки были снесены. Лишь в 1847 году архивариус и библиотекарь Кольмара Луи Гюго (1805—1864) смог положить конец сносу и спасти церковь и прилегающий к ней монастырь от разрушения. Гуго основал Общество Шонгауэра (Société Schongauer) с целью содействия новому использованию оставшегося монастырского комплекса в качестве музея. Этим планам способствовало обнаружение в близлежащем Бергхайме галло-римской мозаики, хранившейся в церкви монастыря Унтерлинден.
3 апреля 1853 года новый музей наконец открылся в сохранившихся зданиях старого доминиканского монастыря. Вскоре после этого, в 1854 году, весь комплекс был классифицирован как исторический памятник.
В 2012 году здание музея было расширено архитектурной мастерской из Базеля «Herzog & de Meuron» с целью более полной и современной выставочной концепции демонстрации обширной коллекции музея. После комплексной реконструкции всего музейного комплекса музей был вновь открыт 12 декабря 2015 года. Общая стоимость проекта составила 44 миллиона евро.

## Коллекция
Главный экспонат, обеспечивший музею Унтерлинден всемирную известность, — шедевр искусства эпохи Северного Возрождения — Изенгеймский алтарь мастера Маттиаса Грюневальда. Алтарь установлен в переоборудованной апсиде бывшей капеллы церкви, обеспечивающей круговой обзор этого удивительного произведения. При создании экспозиции сотрудникам музея пришлось отказаться от соединения подвижных створок алтаря в прежнем порядке в пользу раздельного показа: одиннадцать расписных панелей и резных фигур, выставлены тремя группами, каждая на своём основании так, чтобы можно было представить все структурные планы алтаря одновременно, но рассматривать их последовательно друг за другом.
В музее также представлены произведения других выдающихся мастеров Северного Возрождения: Мартина Шонгауэра, Каспара Изенмана и Гольбейна Старшего, а также собрание археологических находок эпохи от неолита до эпохи Меровингов.
Музей содержит также коллекции декоративно-прикладного и народного искусства XVI—XIX веков и разнообразной коллекцией картин XIX века. Также имеется собрание произведений дальневосточного искусства Флорины Лангвейл.
Другие отделы включают различные тематические коллекции светского искусства, в том числе — коллекцию музыкальных инструментов XIV—XIX веков.

## Шедевры из собрания музея

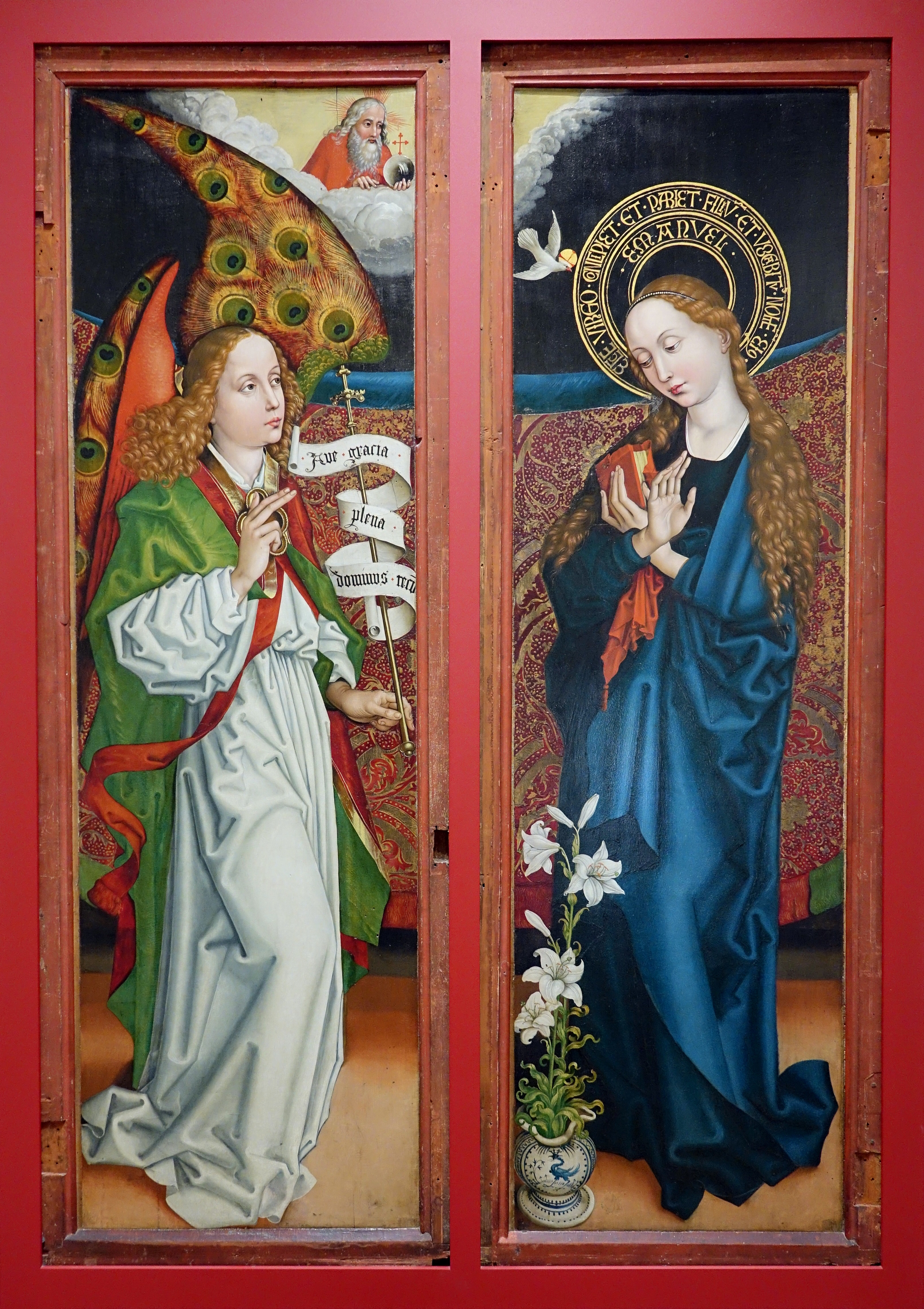
М. Шонгауэр. Благовещение. 1472. Дерево, масло
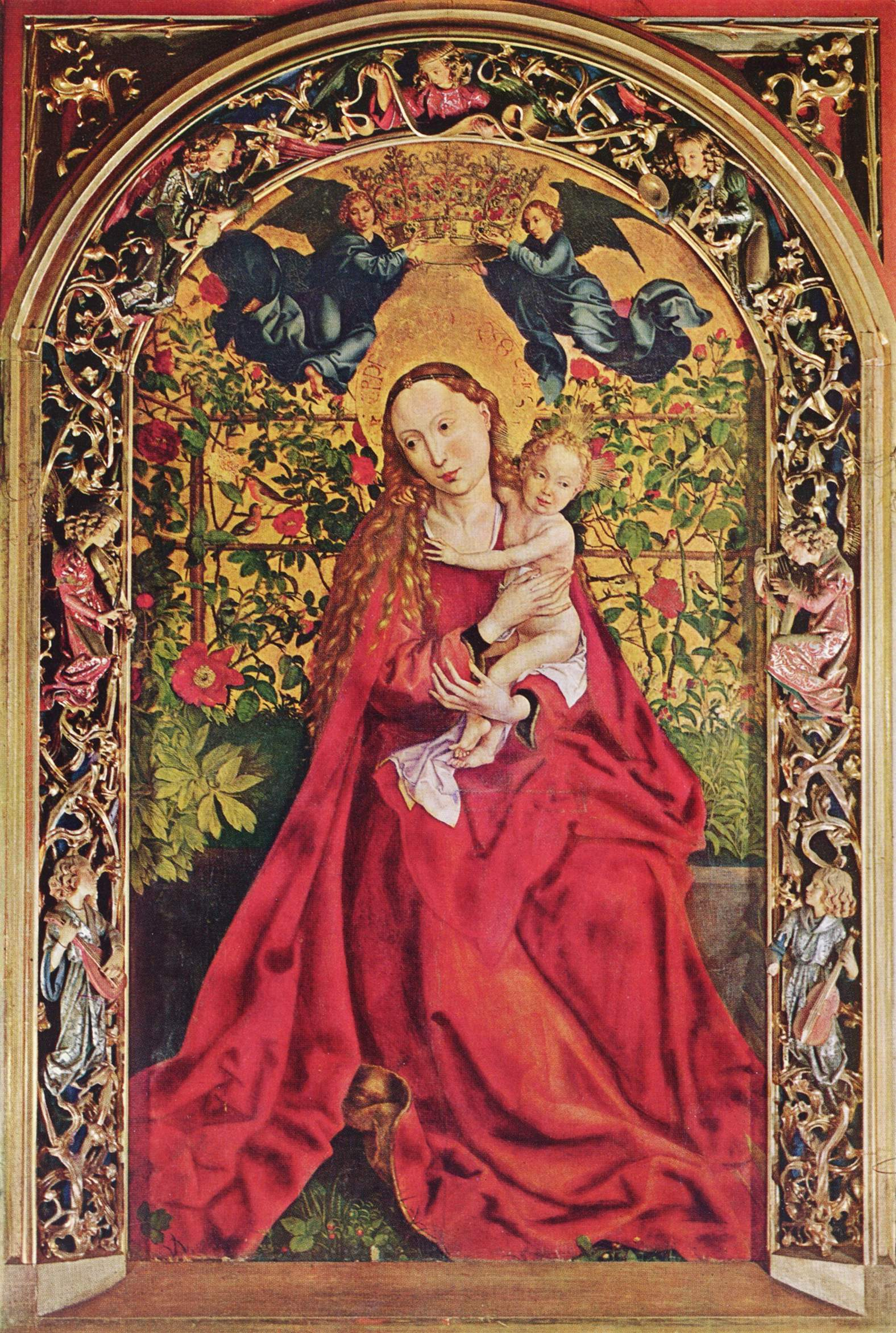
Мартин Шонгауэр. Мадонна в саду роз. 1473. Дерево, темпера
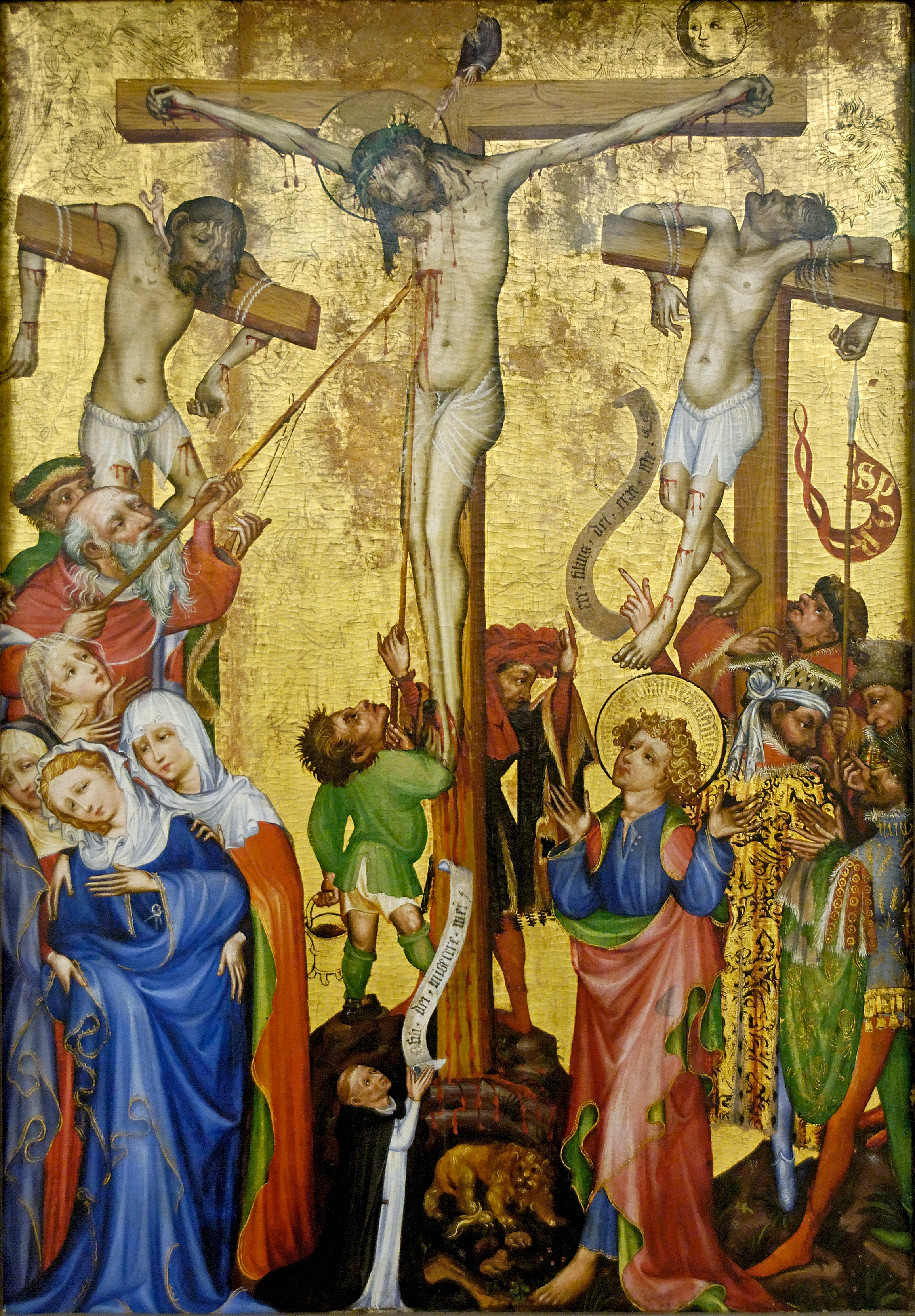
Страсбургский мастер. Распятие. Между 1410 и 1415. Дерево, темпера, масло
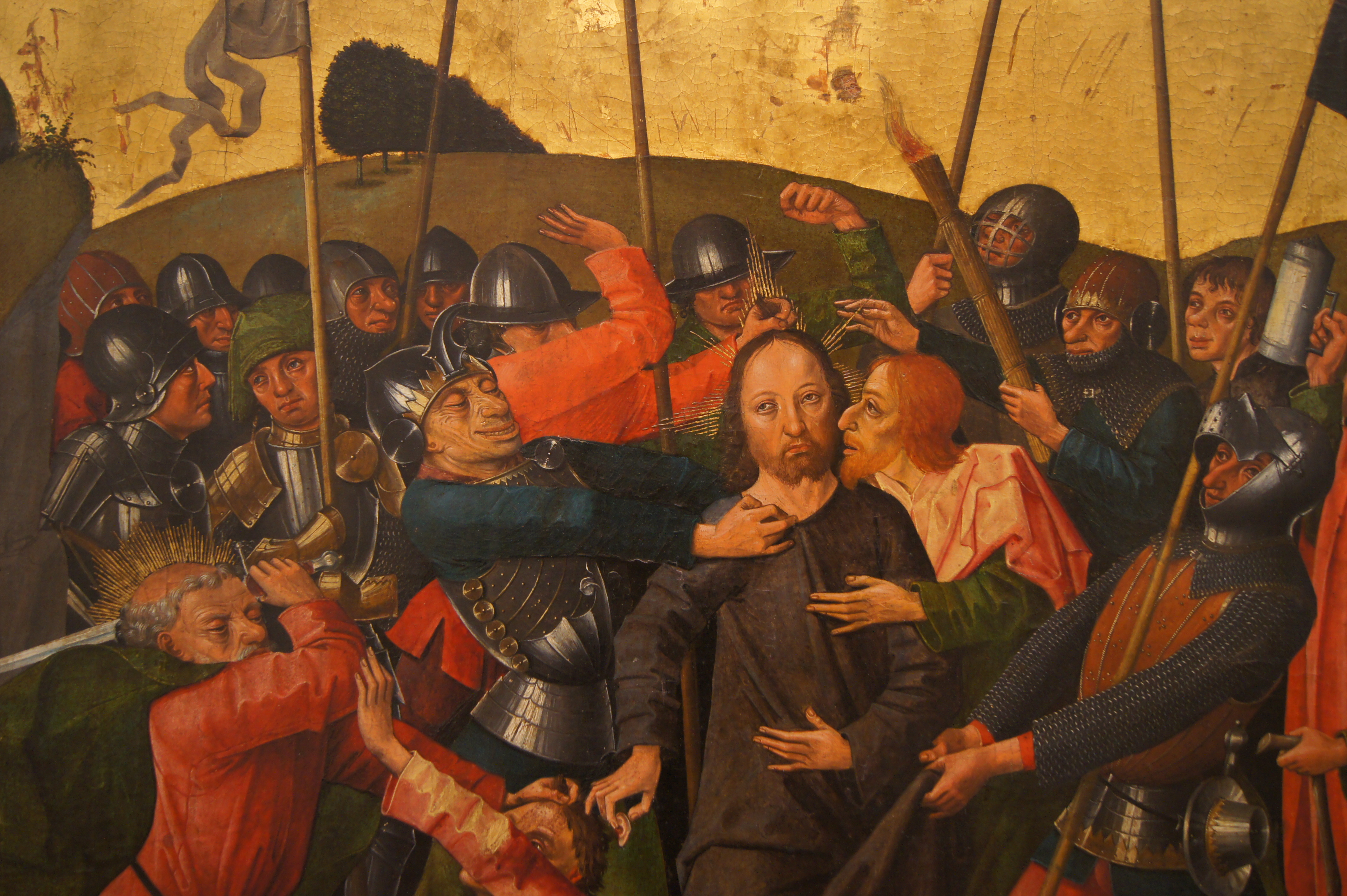
Айзенман. Арест Иисуса. Деталь Кольмарского алтаря. Между 1462 и 1465. Дерево, темпера, золочение
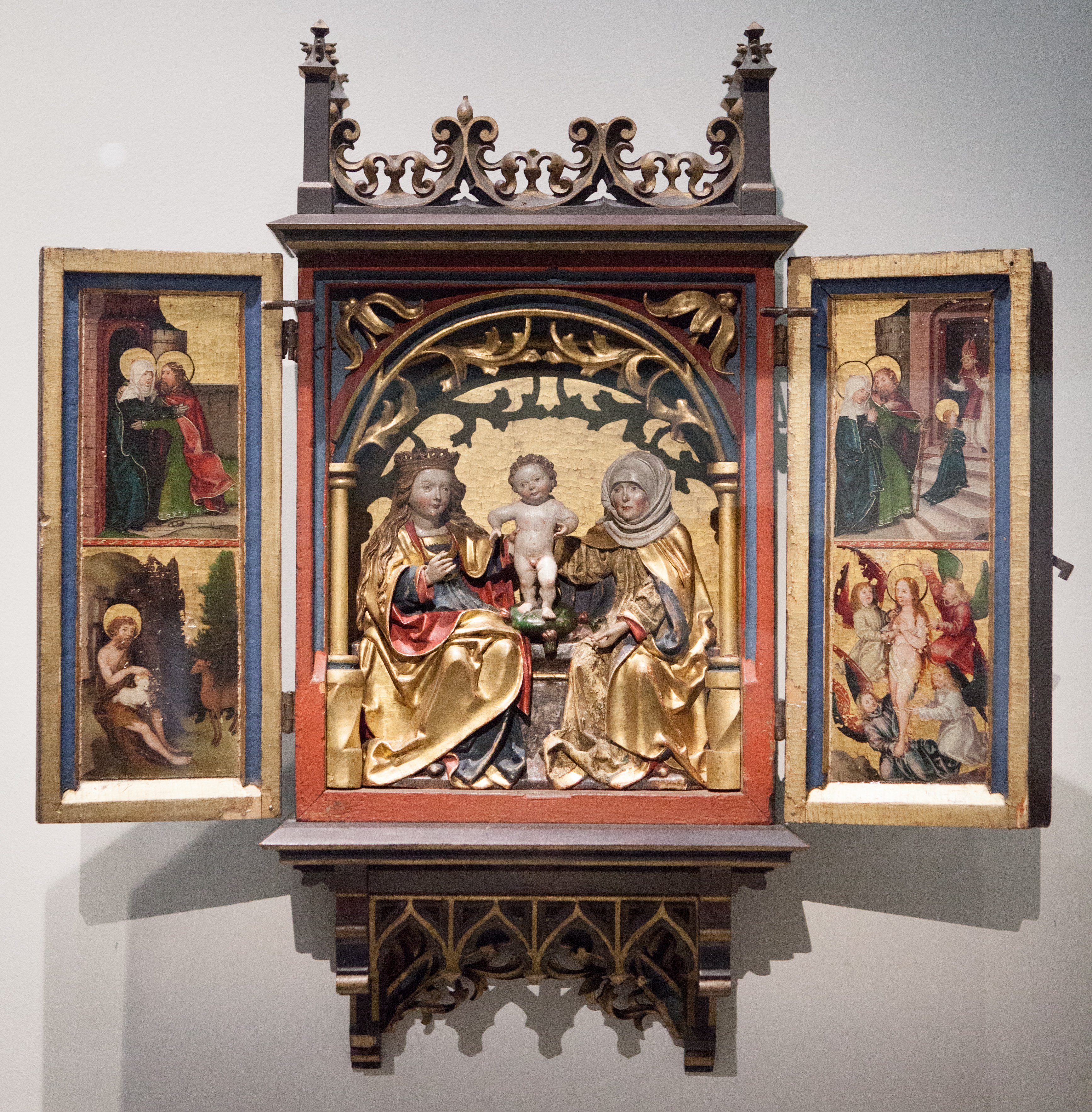
Алтарь-триптих. Anna selbdritt (Святая Анна втроём). Между 1510 и 1515. Дерево, резьба, роспись, золочение
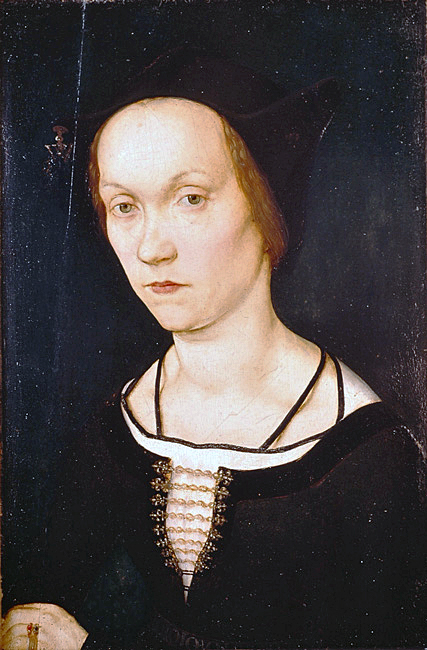
Ганс Гольбейн Старший. Портрет женщины. Ок. 1515. Дерево, масло
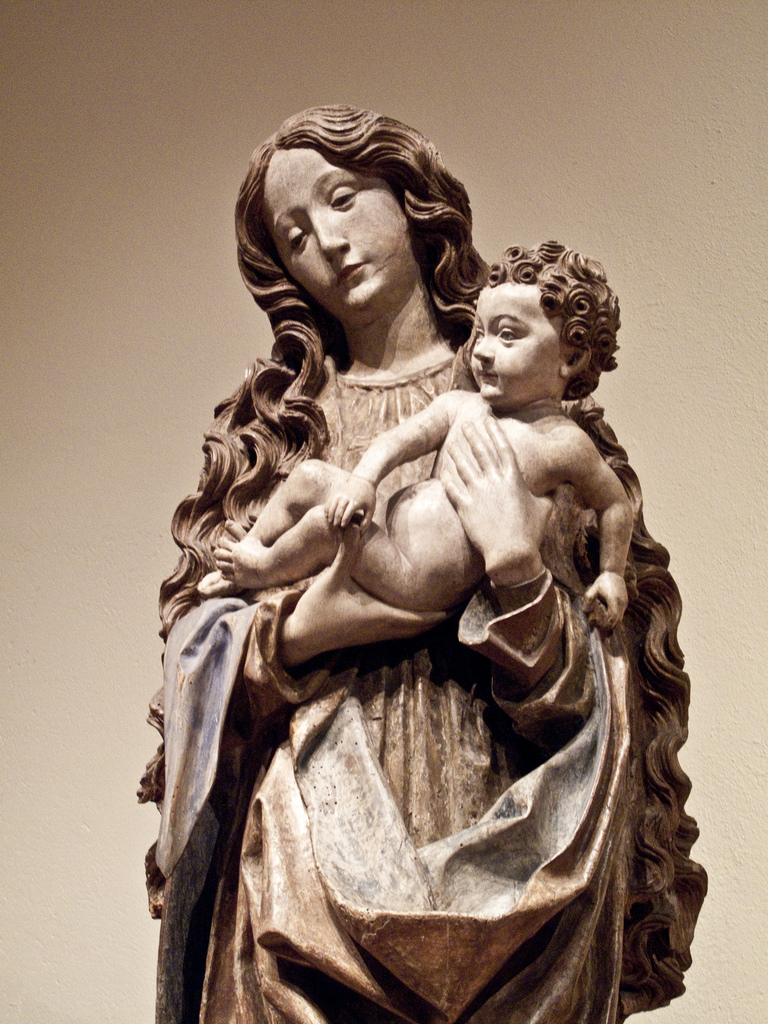
Дева Мария с Младенцем. Ок. 1480. Дерево, резьба